# Новозеландска морска котка
Новозеландската морска котка (Arctocephalus forsteri) е вид бозайник от семейство Ушати тюлени (Otariidae).

## Разпространение
Видът е разпространен в Австралия и Нова Зеландия. Временно е пребиваващ в Нова Каледония.